# Hengdian (Hubei)
Hengdian är en sockenhuvudort i Kina. Den ligger i provinsen Hubei, i den centrala delen av landet, omkring 25 kilometer norr om provinshuvudstaden Wuhan. Antalet invånare är 52 988. Befolkningen består av 26 039 kvinnor och 26 949 män. Barn under 15 år utgör 12,0 %, vuxna 15–64 år 76 %, och äldre över 65 år 11,0 %.
Runt Hengdian är det mycket tätbefolkat, med 1 095 invånare per kvadratkilometer. Närmaste större samhälle är Huangpi, 12,0 km nordost om Hengdian. Trakten runt Hengdian består till största delen av jordbruksmark.